# Leicester Guildhall
Leicester Guildhall (ang. The Guildhall) - zabytkowy budynek powstały w 1390 r. w mieście Leicester w Wielkiej Brytanii obok Katedry Św. Marcina. Do 1876 r. budynek służył jako ratusz. W Guildhall znajdowała się biblioteka, która została założona w 1632 r. i była trzecią najstarszą biblioteka w Anglii. W 1836 r. w prawym skrzydle budynku znajdował się miejski komisariat Policji oraz szkoła. W środku znajduje się - posąg (głowa) burmistrza Mayor'sa Parloura.
Budynek znajduje się w centrum miasta między ulicami, Guildhall Lane, St Martins West. Po drugiej stronie ulicy Guildhall Lane znajduje się rozgłośnia radiowa BBC Leicester. w 1926 roku budynek uzyskał status muzeum.